# Potemnemus ennevei
Potemnemus ennevei là một loài bọ cánh cứng trong họ Cerambycidae.